# Kloster Curchi

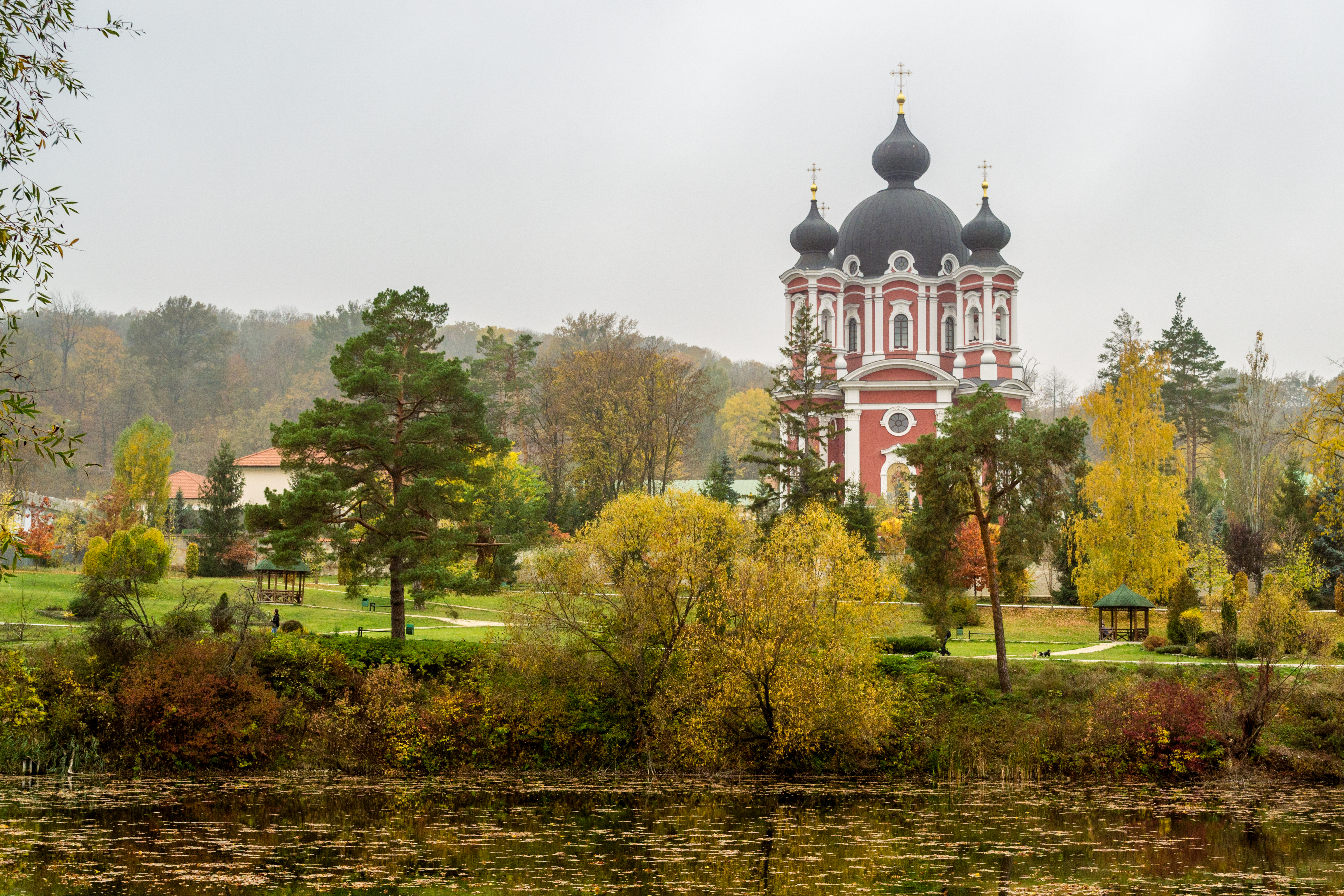
Kloster Curchi

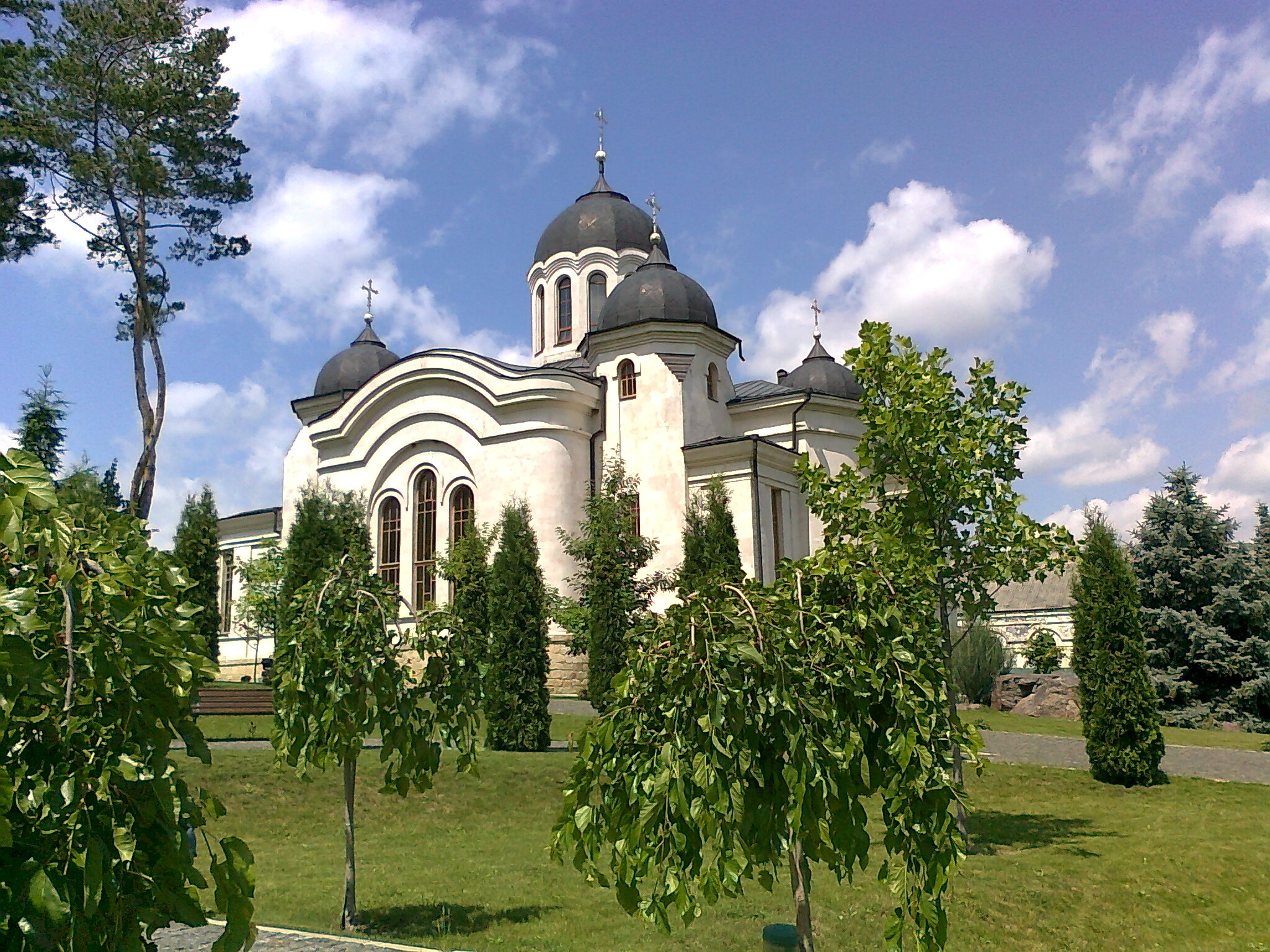
Die Winterkirche

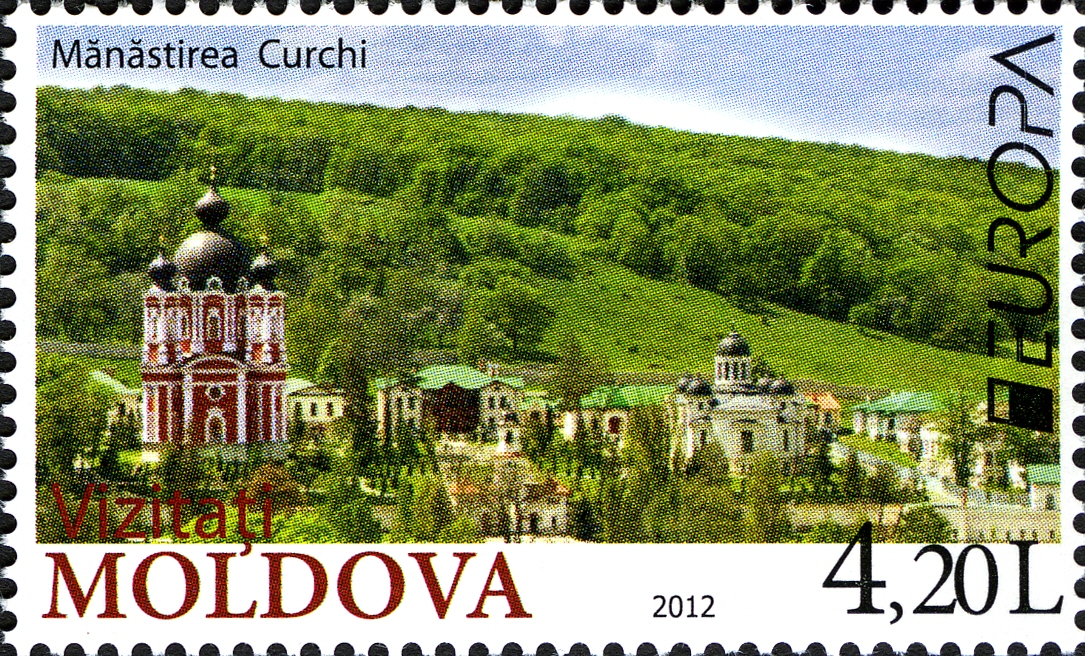
Briefmarke aus dem Jahr 2012

Das Kloster Curchi (rumänisch: Mănăstirea Curchi, russisch: Богородице-Рождественский монастырь) ist ein orthodoxes Kloster in Curchi (Kurki) im Rajon Orhei in der Republik Moldau. Das in der Sowjetzeit als psychiatrisches Krankenhaus genutzte Kloster gehört zur Moldauisch-Orthodoxen Kirche, die dem Moskauer Patriarchat untersteht.

## Lage
Das Mariä Geburt (Nașterea Maicii Domnului) geweihte Kloster liegt im Rajon Orhei nördlich von Chișinău. Es gehört zur Diözese Chișinău.

## Anlage und Bauten
Das im Jahr 1773 errichtete Kloster umfasst den Klosterhof mit einer oberen und einer unteren Terrasse. Er ist von einer Mauer mit Türmen an den Ecken eingefasst. Um den Hof sind das Zellengebäude, das Abtshaus und Wirtschaftsgebäude angeordnet. Die 1810 im neobyzantinischen Stil auf achteckigem Grundriss errichtete Mariä-Geburts-Kathedrale weist über dem Hauptraum eine Kuppel auf, die auf einem hohen runden Tambour ruht. Die Seitenkapellen besaßen Kuppeln mit Türmchen. Der Baukörper ist stark gegliedert und weist klassizistische Dekorationselemente (toskanische Säulen, giebelgekrönte Fensterumrahmungen, paarige Pilaster des Kuppeltambours) auf, die die „Kirche in die Reihe der originellsten klassizistischen Werke“ stellen (G. N. Logwin). Die Winterkirche wurde zu Ende des 19. Jahrhunderts errichtet. Sie weist einen halbrunden Altarraum, ein rechteckiges, überkuppeltes Schiff auf hohem, mit Fenstern versehenem Tambour und einen quadratischen Vorraum auf.